# John Bradley-West
John Bradley-West (1988. szeptember 15.) angol színész.
Legismertebb szerepe Samwell Tarly a Trónok harca című sorozatból.

## Élete
1988. szeptember 15.-én született. A dél-manchesteri Wythenshawe városrészben nőtt fel, katolikus hitben nevelkedett. A St Paul's Roman Katolikus Középiskolába járt. Van egy nővére, aki 13 évvel idősebb nála.
2005-ben kezdett a manchesteri Hulme városrészben található Loreto College-ba járni, ahol dráma és színházi tanulmányokat tanult. 2007-ben végzett. A Manchester School of Theatre színészi szakán szerzett BA képesítést, 2010-ben diplomázott.

## Magánélete
Bradley dobol. A Manchester United FC szurkolója.
2017 júliusa óta él párkapcsolatban Rebecca May újságíróval.

## Filmográfia

### Filmek
| Év   | Magyar cím Eredeti cím    | Szerep          | Magyar hang     |
| ---- | ------------------------- | --------------- | --------------- |
| 2022 | Vegyél el Marry Me        | Collin Calloway | Elek Ferenc     |
| 2022 | Moonfall                  | KC Houseman     | Szűcs Péter Pál |
| 2018 | Zéró páciens Patient Zero | Scooter         | Hamvas Dániel   |
| 2017 | American Satan            | Ricky Rollins   |                 |
| 2016 | The Last Dragonslayer     | Gordon          |                 |
| 2016 | Roger                     | Roy             |                 |
| 2016 | Agyas és agyatlan Grimsby | Fan             |                 |
| 2015 | Man Up                    | Andrew          |                 |
| 2015 | Traders                   | Vernon Stynes   |                 |
| 2012 | Anna Karenina             | osztrák herceg  |                 |

### Televíziós szerepek
| Év        | Magyar cím Eredeti cím               | Szerep             | Megjegyzés                     |
| --------- | ------------------------------------ | ------------------ | ------------------------------ |
| 2012      | Merlin kalandjai Merlin              | Tyr Seward         | 2 epizód                       |
| 2011-2019 | Trónok harca Game of Thrones         | Samwell Tarly      | magyar hangja Minárovits Péter |
| 2012      | Shameless – Szégyentelenek Shameless | Wesley             | 2 epizód                       |
| 2011      | Borgia                               | Giovanni de Medici | 5 epizód                       |